# Wolfgang Deichsel
Wolfgang Deichsel (* 20. März 1939 in Wiesbaden; † 7. Februar 2011) war ein deutscher Autor und Theatermacher.

## Werdegang
Deichsel studierte Germanistik und Kunstgeschichte in Marburg und Wien. Anschließend arbeitete er als Schauspieler, Regisseur und Schriftsteller in Berlin, Zürich, Köln, Frankfurt am Main und München. Von 1970 bis 1974 war er Direktoriumsmitglied des Theaters am Turm in Frankfurt am Main. Ab 1985 gehörte er dem Ensemble des Schauspiels Frankfurt an.
Deichsel war Gründungsmitglied des Verlags der Autoren. Er schrieb einige Theaterstücke und Hörspiele, fiel aber vor allem durch seine Übertragung von Molière-Texten ins Hochdeutsche und ins Neuhessische auf (und wurde deshalb auch der „hessische Molière“ genannt). 1997 wurde Deichsel mit dem Binding-Kulturpreis ausgezeichnet. Deichsel war Mitbegründer des Theaterfestivals Barock am Main in Frankfurt-Höchst.

## Theaterstücke (Auswahl)
- Agent Bernd Etzel. Der Simulant und der falsche Sohn (1968)
- Die Schule der Frauen, hessisch; UA: 15. November 1970 im TAT, Frankfurt am Main
- Frankensteins Fluch (1971)
- Bleiwe losse (1971, auch als Hörspiel)
- Frankenstein. Aus dem Leben der Angestellten (1971, Neufassung 1980)
- Loch im Kopf (1976)
- Zappzarapp (1982)
- Midas. Nachtstücke (1987)
- Frankensteins Braut (1999)